# Volksabstimmungen in der Schweiz 1848
Dieser Artikel bietet eine Übersicht der Volksabstimmungen in der Schweiz im Jahr 1848.
In der Schweiz fand auf Bundesebene eine Volksabstimmung statt, im Rahmen von nach unterschiedlichem kantonalem Recht an verschiedenen Daten in den Monaten Juli und August durchgeführten Abstimmungen. In den Landsgemeindekantonen fielen die Entscheide nicht durch Urnengänge, sondern an den Landsgemeinden; in einem Kanton entschied nicht das Volk, sondern das Kantonsparlament. Zum Zeitpunkt dieser Abstimmungen war noch der Bundesvertrag von 1815 in Kraft, der keine Rechtsgrundlage für die Durchführung einer solchen Abstimmung enthielt; insofern entspricht diese Abstimmung nicht der Definition eines echten obligatorischen Referendums.

## Ergebnis
| Nr. | Vorlage                         | Art  | Stimm- berechtigte | Abgegebene Stimmen | Beteiligung | Gültige Stimmen | Ja      | Nein    | Ja-Anteil | Nein-Anteil | Stände | Ergebnis |
| --- | ------------------------------- | ---- | ------------------ | ------------------ | ----------- | --------------- | ------- | ------- | --------- | ----------- | ------ | -------- |
| 1   | Einführung der Bundesverfassung | (OR) | k. A.              | k. A.              | k. A.       | 199'904         | 145'584 | 054'320 | 72,83 %   | 27,17 %     | 15½:6½ | ja       |

## Bundesverfassung
Nachdem im Sonderbundskrieg sich die liberalen Kräfte  durchgesetzt hatten, schuf eine Revisionskommission unter dem Vorsitz von Ulrich Ochsenbein in knapp zwei Monaten eine Verfassung, die den Grundstein für den modernen Schweizer Bundesstaat legen und dabei den Bundesvertrag von 1815 ersetzen sollte. Sie sah eine Aufgabenteilung zwischen Bund und Kantonen vor, wobei letztere gemäss dem Prinzip des Föderalismus nur einen Teil ihrer Hoheitsrechte abtreten und weiterhin für zahlreiche Bereiche zuständig sein sollten. Die Verfassung sah auch die Einrichtung einer demokratischen Grundordnung mit Exekutive, Zweikammerparlament, Grundrechten, Gewaltentrennung und freien Wahlen vor. Da die im Sonderbundskrieg unterlegenen Konservativen während des Revisionsprozesses fast vollständig abseits standen und zu keiner gemeinsamen Haltung fanden, konnten sie sich kaum bemerkbar machen.
In den meisten Kantonen fanden Volksabstimmungen statt. In den Kantonen Uri, Nidwalden, Obwalden, Glarus, Appenzell Innerrhoden und Ausserrhoden entschieden die Landsgemeinden, im Kanton Freiburg der Grosse Rat (Kantonsparlament), im Kanton Graubünden wurde der Beschluss durch die Mehrheit der Gerichtsgemeinden gefasst. Am 12. September 1848 beschloss die Tagsatzung: Die Bundesverfassung «ist anmit feierllich angenommen und wird als Grundgesetz der schweizerischen Eidgenossenschaft erklärt».